# Písně ze dvora krále Magora
Písně ze dvora krále Magora je studiové album českého hudebníka Karla Vepřeka, vydané v září 2024 společností Guerilla Records. Obsahuje převážně zhudebněné básně Ivana Martina Jirouse, přezdívaného Magor (odtud název alba). Album produkoval Tomáš Vtípil, který zároveň přispěl několika nástroji (sám Vepřek zpívá a hraje na kytary). Autorkou ilustrací na obalu je Jirousova dcera Marta Veselá Jirousová. Pokřtěno bylo na festivalu věnovaném Jirousovi dne 21. září 2024 v pražském prostoru ARCHA+. Albu se dostalo pozitivního přijetí od kritiky, například časopis Uni jej označil za album měsíce.

## Seznam skladeb
Autorem veškeré hudby je Karel Vepřek, s výjimkou písně č. 7 založené na motivu skladby Milana Hlavsy. Texty jsou zhudebněnými básněmi Ivana Martina Jirouse, s výjimkou písní č. 1 (Paul Forte, překlad Karel Čapek), č. 7 a 12 (Svatopluk Karásek) a č. 15 (Bohuslav Reynek).
| Pořadí         | Název                         | Délka |
| -------------- | ----------------------------- | ----- |
| 1.             | Velryby                       | 1:58  |
| 2.             | V mrazu                       | 1:43  |
| 3.             | Když vypustí nás z našich cel | 5:59  |
| 4.             | Neslyší ouška Františky       | 3:11  |
| 5.             | Nebe polité inkoustem         | 1:54  |
| 6.             | Týdny měsíce léta jdou        | 1:26  |
| 7.             | Hadovky smrduté               | 3:28  |
| 8.             | Do velké krajiny Dudédu       | 3:38  |
| 9.             | Jilmy porostlé břečťanem      | 1:45  |
| 10.            | Jestli nebe nezesvětlá        | 1:03  |
| 11.            | Hora svlačcem omotaná         | 1:28  |
| 12.            | Eliáš                         | 2:56  |
| 13.            | Krásná je hora Mt St Michel   | 0:25  |
| 14.            | Funus                         | 2:30  |
| 15.            | Prosba poslední               | 2:49  |
| 16.            | Na nebi světlo nevídané       | 1:21  |
| 17.            | Cihelna                       | 2:36  |
| Celková délka: | Celková délka:                | 40:00 |

## Obsazení

### Hudebníci
- Karel Vepřek – kytary, zpěv
- Tomáš Vtípil – housle, trubka, harmonium, elektronika, perkuse
- Elia Monetti – bicí, vibrafon
- Ivan Martin Jirous – hlas (17)

### Ostatní
- Tomáš Vtípil – nahrávání, mix, mastering, produkce
- Marta Veselá Jirousová – ilustrace
- Alexandr Kobranov – fotografie
- Miroslav Plazík Blažek – fotografie
- Petr Kuranda – grafika
- Vladimír Lábus Drápal – výkonný producent